# 中居丸山横穴墓群
中居丸山横穴墓群（なかいまるやまよこあなぼぐん）は神奈川県横浜市栄区鍛冶ケ谷2丁目・港南区日野南7丁目境にある古代横穴墓群遺跡である。かつて㹨川流域に約20群200基以上あった㹨川流域横穴墓群の1支群。

## 概要
㹨川流域横穴墓群は、鎌倉型横穴墓（鍛冶ヶ谷式横穴墓）という、玄室の奥に納骨棚のような構造物（棺室）をもつ独特の横穴墓と言われ、㹨川周囲の山々に無数に点在していたが、戦後にほとんど住宅地化したため多数が破壊された。現在は本郷台駅前の七石山横穴墓群や、鍛冶ケ谷市民の森にある宮ノ前横穴墓群など一部が残る状況である。
中居丸山横穴墓群は宮ノ前横穴墓群から谷を1つ挟んで北西側の、旧戸塚区鍛冶ケ谷町中居（現代の栄区鍛冶ケ谷・港南区日野南）の通称丸山と呼ばれた高台にある。神奈川県地域の著名な考古学者の赤星直忠が、「中居横穴群」と呼んで1959年（昭和34年）に『鎌倉市史（考古篇）』誌上で紹介した。同じ頃である1956年（昭和31年）～1959年（昭和34年）の鵠沼女子高等学校の地歴研究部による発掘調査で、5群（A～E群）25基を数える「鍛冶ヶ谷式横穴墓」として紹介された。
『横浜市文化財地図』によると7基が現在も存在していることになっていたが、2010年（平成22年）2月24日に横浜市埋蔵文化財センターが行った横穴墓状況調査結果では、現地で所在がわかるものは2基で、他の10数基は埋め戻しか、コンクリ擁壁で封じられたと推察されている。同時に『横浜市文化財地図』の所在地表示位置が間違っていることが解った（現在の「横浜市行政地図情報提供システム」では所在地表示が修正されたようである）。
本横穴墓遺跡は現代の住宅地に隠れ発見しにくいが、南方の高台には宮ノ前横穴墓群があり、鍛冶ケ谷市民の森となっていてこちらは見学しやすい。

## 詳しく載っている本
- 鎌倉市史編纂委員会『鎌倉市史（考古篇）』1959年（昭和34年）3月25日発行
- 鵠沼女子高等学校地歴研究部 『横浜市戸塚区㹨川流域の横穴群について』1964年（昭和39年）3月20日発行
- 埋蔵文化財センター『埋文よこはま31号』2015年（平成27年）3月20日発行

## 参考資料
- 横浜市『横浜市文化財地図』2004年（平成16年）3月31日発行
- 栄の歴史編集委員会『栄の歴史』栄区地域振興課 2013年（平成25年）3月発行
- 埋蔵文化財センター（横浜市）『埋文よこはま31号（㹨川流域の横穴墓群）』2015年（平成27年）3月20日発行